# Embaixadores do Ritmo
A Entidade Cultural Beneficente e Carnavalesca Embaixadores do Ritmo foi uma escola de samba de Porto Alegre.

## História
A Embaixadores do Ritmo foi fundada em 11 de fevereiro de 1950. Um de seus fundadores foi João Luiz Foques, responsável pela introdução do tamborim no carnaval de Porto Alegre. Embora seja uma das mais antigas escolas de Porto Alegre e do Rio Grande do Sul, jamais venceu o desfile principal. Uma das principais figuras da Embaixadores era seu presidente de honra Adolfo Giró, que foi porta-estandarte da escola de 1953 até 1959.
No segundo semestre de 2009, a entidade anunciou mudanças em seu símbolo e cores. O tradicional bordô foi trocado pelo vermelho. A explicação foi a dificuldade de encontrar a quantidade necessária de tecido na cor antiga para confecção de fantasias. Já ao símbolo da escola foram adicionados dois ursos polares.
Em 25 de janeiro de 2019, após o falecimento de seu último fundador vivo, Adolfo Giró, seu filho Gustavo Giró comunicou o encerramento das atividades da escola.

## Segmentos

### Presidentes
| Nome         | Mandato   | Ref.          |
| ------------ | --------- | ------------- |
| Adolfo Giró  | 1950–2011 | [ 8 ] [ 9 ]   |
| Gustavo Giró | 2012–2014 | [ 10 ] [ 11 ] |
| Briane Giró  | 2014-2019 | [ 12 ] [ 13 ] |

### Presidentes de Honra
| Nome        | Mandato    | Ref.         |
| ----------- | ---------- | ------------ |
| Adolfo Giró | 2012 –2019 | [ 14 ] [ 7 ] |

### Diretores
| Ano       | Diretor de Carnaval | Mestre de bateria | Ref.                |
| --------- | ------------------- | ----------------- | ------------------- |
| 2014–2016 | Gustavo Giró        | Joubert           | [ 11 ] [ 4 ] [ 13 ] |

### Casal de Mestre-sala e Porta-bandeira
| Ano       | Nome              | Ref.                |
| --------- | ----------------- | ------------------- |
| 2014–2016 | Robson e Nathiely | [ 11 ] [ 4 ] [ 13 ] |

## Carnavais
| Ano                        | Colocação   | Grupo           | Enredo | Carnavalesco                                 | Intérprete                 | Ref.                        |
| -------------------------- | ----------- | --------------- | --- | -------------------------------------------- | -------------------------- | --------------------------- |
| 1981                       |             |                 | A grande festa. |                                              | Cláudio Barulho            | [ 15 ]                      |
| 1982                       |             | II              | O sonho do sambista. |                                              | Cleá Ramos                 | [ 16 ]                      |
| 1983                       |             |                 | Café, uma riqueza mulata. |                                              |                            |                             |
| 1984                       | Vice-campeã | II              | O alegre mundo dos pássaros. |                                              |                            |                             |
| 1985                       | Campeã      | II              | Gosto de gostar de quem gosta de samba. |                                              | Flavinho                   | [ 17 ]                      |
| 1986                       | 7.º lugar   | II              | Theatro São Pedro. |                                              |                            |                             |
| 1987                       | 3.º lugar   | II              | Super escolas de samba. |                                              |                            |                             |
| 1988                       | 5.º lugar   | II              | Carrossel das ilusões, homenagem a Alberto Egger. |                                              | Luis Carlos (Empada)       | [ 18 ]                      |
| 1989                       | 5.º lugar   | II              | Apoteose do samba sob um toque de princesa. |                                              |                            |                             |
| 1990                       | 7.º lugar   | 1B              | Ontem, hoje, 40 anos de história. | Lídia Richinitti                             |                            | [ 1 ]                       |
| 1991                       | 4.º lugar   | 1B              | Drummond tinha razão: E agora José? | Alvino Machado                               |                            | [ 1 ]                       |
| 1992                       | 5.º lugar   | 1B              | Circo Brasil, o país dos enganados. | Kleber Giró                                  | Gilson                     | [ 1 ] [ 19 ]                |
| 1993                       | 8.º lugar   | 1B              | Olha aí, é o meu guri. | José Marciano                                |                            | [ 1 ]                       |
| 1994                       | 8.º lugar   | 1B              | Na natureza, um mundo de amor à vida. |                                              |                            | [ 1 ]                       |
| 1995                       | 8.º lugar   | 1B              | No carnaval, tristeza não tem lugar. | Daniel Borges                                |                            | [ 1 ]                       |
| 1996                       | 6.º lugar   | Intermediário A | Voluntários da Pátria, a popular "Volunta". | Sérgio Pinto                                 |                            | [ 1 ]                       |
| 1997                       | 6.º lugar   | Intermediário A | Do Reino de Ifé, a dádiva da criação do mundo. | Jonatas Rosa                                 |                            | [ 1 ]                       |
| 1998                       | 5.º lugar   | Intermediário A | Sons e lamentos na ópera dos tambores. | César Torres                                 | Cláudio Barulho            | [ 1 ] [ 20 ]                |
| 1999                       | Vice-campeã | Intermediário A | Da Semana de Arte Moderna, Embaixadores do Ritmo traz Mário de Andrade. | Cida Blanco                                  |                            | [ 1 ]                       |
| 2000                       | 4.º lugar   | Intermediário A | Sou Embaixadores e tenho 500 anos de Brasil. | Cleber Giró                                  | Rudi                       | [ 21 ] [ 22 ] [ 23 ]        |
| 2001                       | 6.º lugar   | Intermediário A | Do Leme ao Pontal, Embaixadores canta Tim Maia. |                                              | Flavinho Junior            | [ 24 ] [ 25 ]               |
| 2002                       | 7.º lugar   | Intermediário A | Tô de olho no feriado. |                                              | Dodi Miguel                | [ 26 ]                      |
| 2003                       | 3.º lugar   | Intermediário B | Sara Kali, Sara cigana. Sara deusa do universo. |                                              | Farelo                     | [ 27 ]                      |
| 2004                       | Vice-campeã | B               | 171, Todo cuidado é pouco. |                                              | Farelo                     | [ 28 ] [ 29 ]               |
| 2005                       | 3.º lugar   | B               | O Guaíba vive apesar de você! |                                              | Farelo                     | [ 30 ] [ 31 ]               |
| 2006                       | Vice-campeã | B               | Da Semente à mesa o torrado que deu certo. Um café por favor! |                                              | Farelo                     | [ 32 ] [ 33 ]               |
| 2007                       | 13.º lugar  | Especial        | Porto Alegre é demais! |                                              | Farelo                     | [ 34 ] [ 35 ]               |
| 2008                       | 11.º lugar  | Especial        | De guarda pó e giz, a Embaixadores dá aula na avenida. |                                              | Farelo                     | [ 32 ] [ 35 ]               |
| 2009                       | 11.º lugar  | Especial        | A felicidade na taça. | Girózinho                                    | Farelo                     | [ 36 ] [ 32 ] [ 37 ]        |
| 2010                       | 4.º lugar   | Especial        | Comemorar e Celebrar, Embaixadores Exalta seu Pavilhão e Festeja 60 Anos de Avenida | Alecsandro Silva (Kiko) e Luiz Fernando Reis | Paulinho Mocidade e Farelo | [ 2 ]                       |
| 2011                       | 8.º lugar   | Especial        | A música, a mística, a fé, a lenda — Salve Jorge. | Alecsandro Silva (Kiko)                      | Paulinho Mocidade e Farelo | [ 38 ] [ 39 ] [ 40 ]        |
| 2012                       | 9.º lugar   | Especial        | O Que os Olhos Não Veem, o Coração Não Sente | Alecsandro Silva (Kiko)                      | Paulinho Mocidade e Farelo | [ 41 ] [ 42 ] [ 43 ] [ 44 ] |
| 2013                       | 8.º lugar   | Especial        | Não Me Perguntes Onde Fica o Alegrete | Luciano Braga                                | Farelo                     | [ 45 ] [ 46 ]               |
| 2014                       | 6.º lugar   | Especial        | O passeio da Maria da Fumaça pela Serra Gaúcha. "No Apito da Maria e no Cheiro da Fumaça!"                                                                                                  | Alecsandro Silva (Kiko)                      | Farelo                     | [ 11 ] [ 47 ] [ 48 ] [ 49 ] |
| 2015                       | Vice-campeã | Especial        | Sustentabilidade: Alerta Geral! A Importância dos Quatro Elementos para a Vida Humana! Compositores: Vinicius Maroni, Vinicius Brito, Saimon, Arilson Trindade, Rafael Tubino e Tom Astral. | Alecsandro Silva (Kiko)                      | Farelo                     | [ 50 ] [ 4 ] [ 51 ]         |
| 2016                       | 7.º lugar   | Especial        | Pintando os sonhos na passarela | Alecsandro Silva (Kiko)                      | Farelo                     | [ 13 ] [ 52 ]               |
| 2017                       | 5.º lugar   | Série Ouro      | Embaixadores Homenageia o Centenário do Samba | Alecsandro Silva (Kiko)                      | Césinha                    | [ 53 ] [ 54 ]               |
| Desfile cancelado em 2018. |             |                 | |                                              |                            |                             |

## Títulos
- Grupo II: 1985[2]

## Prêmios
Estandarte de Ouro
- 2010: Alegorias e adereços, ala.[57]
- 2011: Ala e 1ª porta-estandarte.[58]
- 2012: Melhor ala.[59]
- 2014: Fantasia e ala das baianas.[60]
- 2015: Melhor ala e melhor ala das baianas.[61]
- 2016: Melhor ala e alegorias.[62]